# JR東日本信濃川発電所の不正取水問題

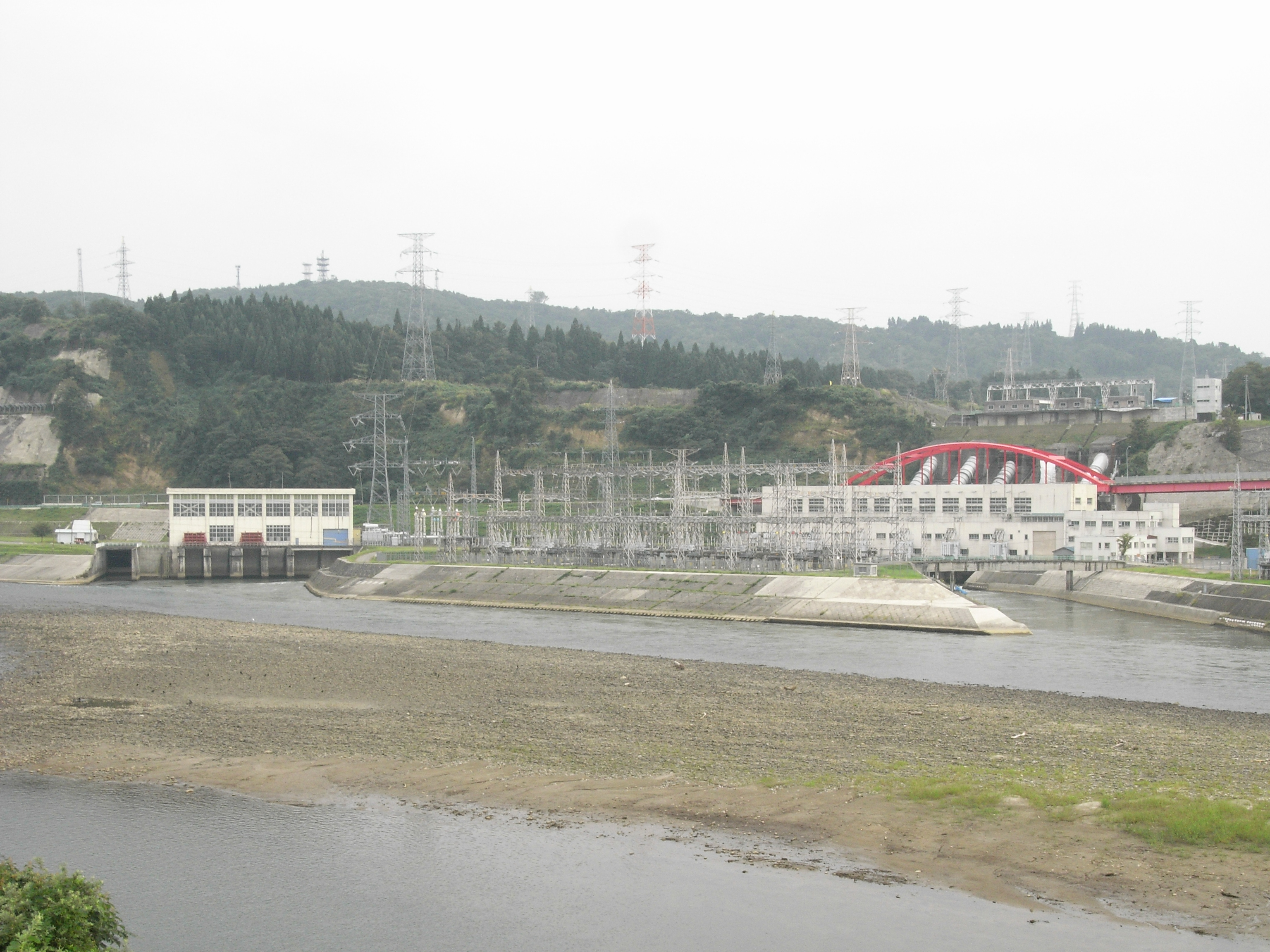
新小千谷発電所（小千谷第二発電所、左）と小千谷発電所（右）

JR東日本信濃川発電所の不正取水問題（JRひがしにほん しなのがわはつでんしょの ふせいしゅすいもんだい）とは、東日本旅客鉄道（JR東日本）が信濃川発電所において10年間に渡り違法な取水を行い、北陸地方整備局への虚偽報告をしていた事件である。

## 事件概要

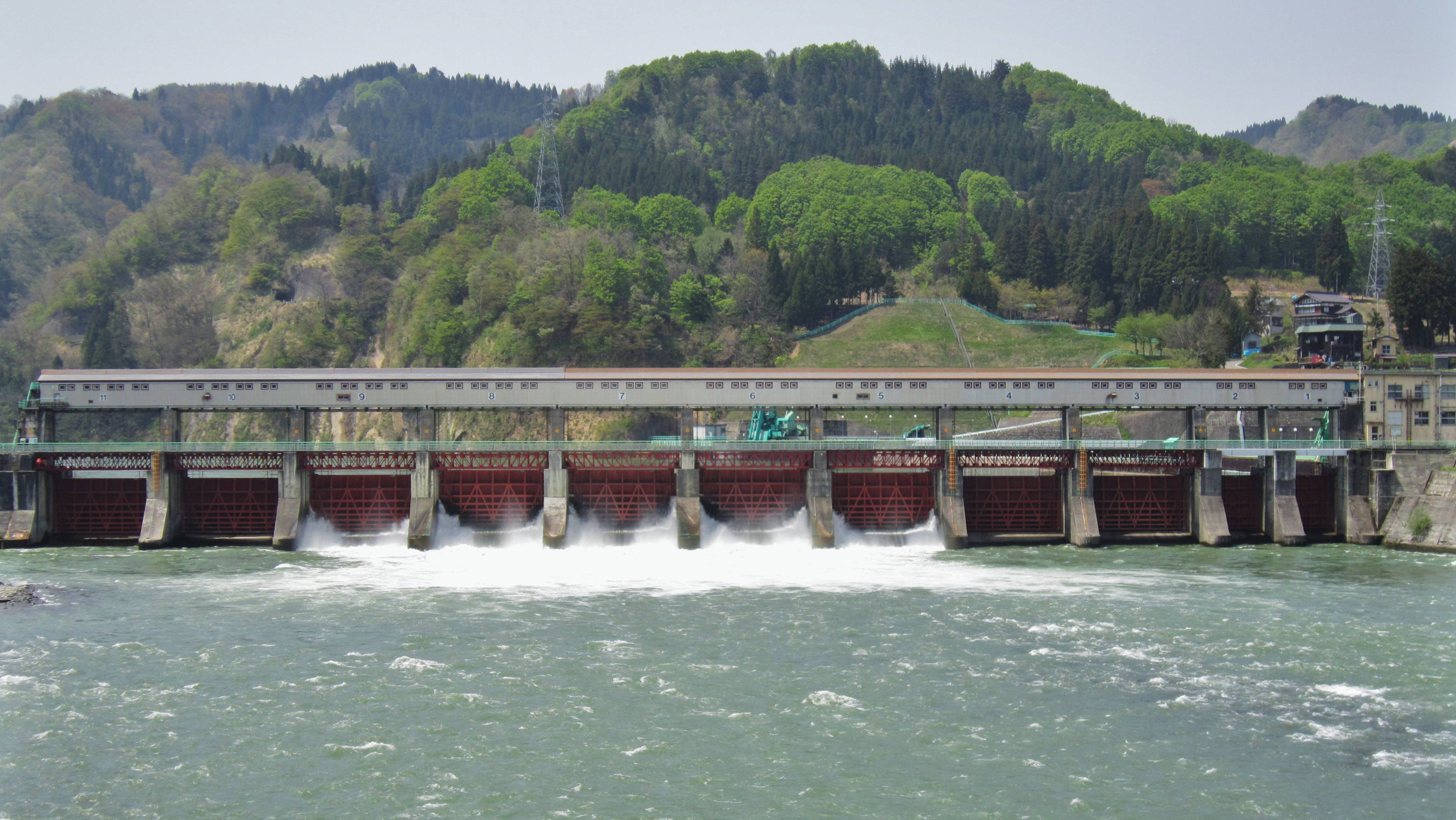
宮中取水ダム

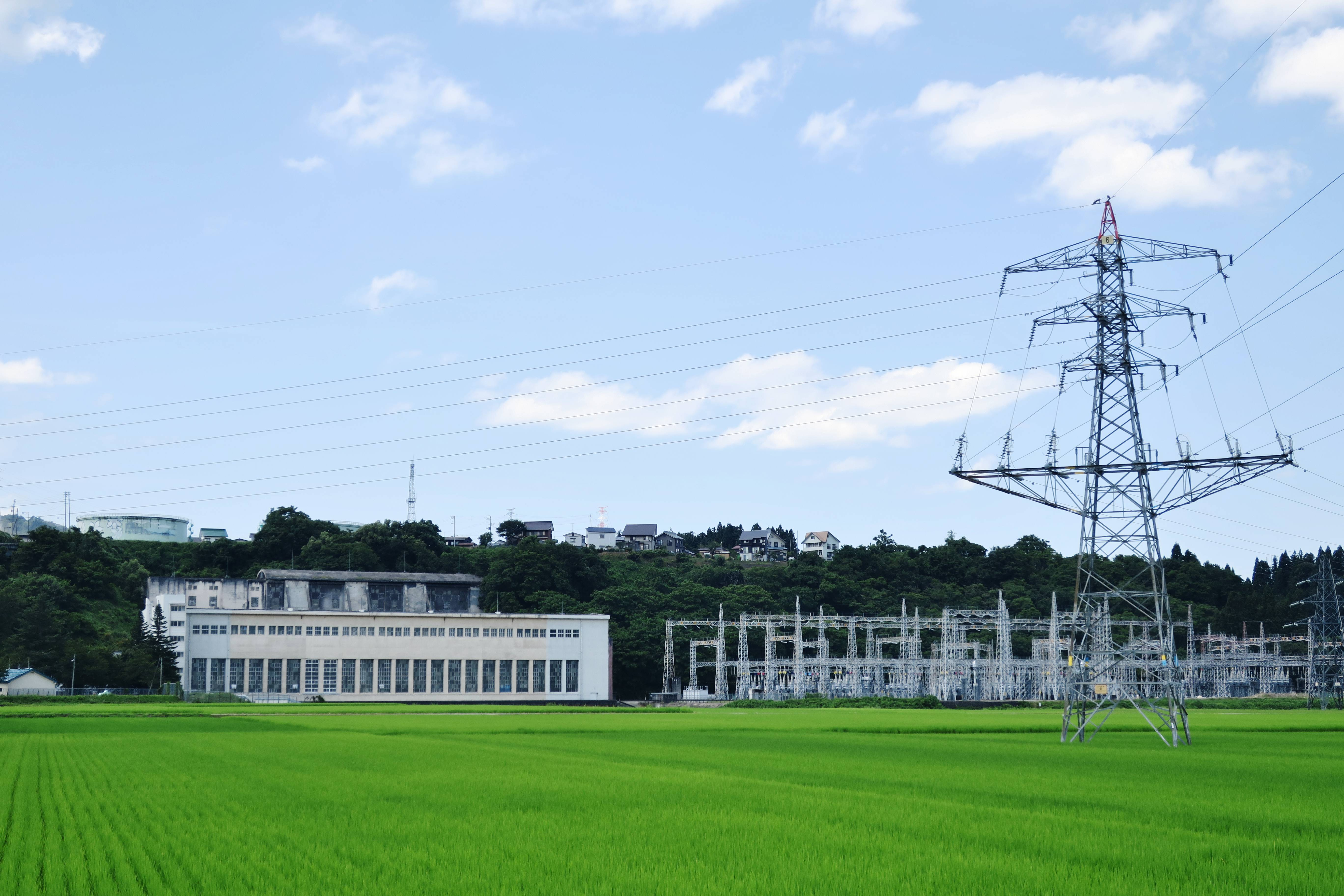
千手発電所

JR東日本信濃川発電所は、信濃川に設けられた3カ所の水力発電所から構成される。発電能力の合計は最大で45万kWに達し、年間の発電量は14億kWh（キロワット時）を超え、JR東日本が消費する総電力量（約60億kWh）のほぼ4分の1を供給する。全国のJR、私鉄を含め鉄道会社が持つ唯一の水力発電所である。
JR東日本は、千手・小千谷第二発電所において、許可取水量以上に取水した場合、自動的に許可水量以内の取水量として処理される上限設定プログラム（リミッター）を設定していた。また、宮中取水ダムにおいて、下流に放流すべき維持流量について、放流量が下回った場合でも下限量以上と記録される、下限設定プログラム（リミッター）が設定していた。市民団体「信濃川をよみがえらせる会」による情報開示請求をきっかけに、同社が取水の許可上限値を実績値として国に報告し続けていたことが判明し、長年に渡り「頭切り」と呼ばれる不正が行われていた事実がつまびらかになった。2009年2月13日、JR東日本信濃川発電所に係る一連の不適切事案について、監督官庁である国土交通省は「極めて悪質かつ重大な河川法違反が行われていた」として、「水利使用に関する監督処分」手続きを開始する通告を行った。これに伴い、同社による発電のための取水が停止した。
発電の再開には水利権の再取得が必要なため、新潟県・沿川地方公共団体・関係利水者との賠償（過去の清算）・発電利益還元などが地域共生策の協議が行われている。下流への放流量は、事件前の毎秒7トンから、事件後には毎秒40トン以上と大幅に増加した。信濃川をよみがえらせる会によると、サケの稚魚放流が盛んに行われ、ダム周辺で確認されたサケの遡上数は2010年度の146匹から2015年度には1514匹に増え、少しずつだが、かつての清流の姿を取り戻しつつある。

## JR東日本による水利権に関する不正・隠蔽
信濃川発電所の取水により、信濃川では水流が少なくなった。特に宮中取水ダム取水口から最終的に放水の行われる小千谷発電所及び小千谷第二発電所まではトンネルで送水されるため、60km以上にわたり本流は枯れ川状態となり、魚の遡上が減少し、周囲では地下水も減少した。1985年（昭和60年）に日本国有鉄道に対して、十日町市が取水権の拡大を認めたことにより、信濃川流量の減少は決定的となり、川沿いの漁師は廃業を強いられた。
日本国政府や新潟県・長野県は「信濃川水系河川環境管理基本計画」を1995年（平成7年）に立てて毎秒33トンという流量目標を定め、1997年（平成9年）の河川法改正では、ダムなどの事業者に対して河川流量など環境の維持を求めるようになったが、毎秒7トンしか宮中取水ダムから放水しないJR東日本の姿勢は変わらず、さらに1997年からは、信濃川発電所で得られた電力を、社外へ売電する事業を始めた。
十日町市は国土交通省に対して情報公開請求を申請し、2008年（平成20年）、JR東日本が信濃川から許可以上の水を不正取水していたことが発覚した。JR東日本は国土交通省の許可により、信濃川から発電用の取水を認められていたが、許可された量よりも過大に取水しても、またダム直下への放水が過少になっても、データ上は問題ないようにリミッターを設定していた。
当初、JR東日本は「取水は適正」との説明をし、下流住民からの信濃川本流への増水放水要請に対しても、水利権を楯に拒否していたが、取水量を測る装置のコンピュータプログラムを故意に改竄して、許可水量を超えないように記録するなど、382件の隠蔽工作が判明した。明らかになっているだけでも、1998年から2007年まで不正が確認された。
信濃川を管理する国土交通省北陸地方整備局は、2009年（平成21年）2月13日に「極めて悪質かつ重大な河川法違反が行われていた」として、信濃川発電所の水利権を取り消すと発表。2009年3月10日に取り消し処分が言い渡され、発電を停止した。
これによる電力不足のため、首都圏の電車運行に支障が出ることが懸念されていたが、JR東日本はJR東日本川崎火力発電所のフル稼働と東京電力からの購入により、電力不足分を補うとした。
当面の懸念は、電力の需給が逼迫する2009年夏だったが、不景気・天候不順による電力需要の低迷もあり、東京電力の供給余力が十分残り、間引き運転をしなくてはならない程の電車運行に支障が出ることはなかった。
JR東日本は水利権再申請と発電所の再開に向け、市や漁協に対して河川の流量を維持する維持流量案を提案しているが、漁業協同組合はなお取水量の提示がないことから反発している。また市は「信濃川のあるべき姿市民懇談会」を開いて、JR東日本への問題点指摘や再開にあたっての要求をまとめようとしているが、市民にはこれまでのJRの姿勢に対する不信は根強く残っている。
2010年（平成22年）になり、国土交通省北陸地方整備局は6月9日、前年3月に取り消したJRの水利権を許可した。これを受けて10日、1年3カ月ぶりに水力発電が再開された。
新潟日報が2010年6月9日に報じた内容によれば、許可の内容は、期間が5年間で、最大取水量は取り消し前と同じ毎秒317トンとすることなど。十日町市の宮中取水ダムから下流へ最低限流す量（維持流量）を毎秒40～120トンとして、環境への影響を検証する。維持流量は従来の同7トンより大幅に増える。
同記事によれば、清野智社長は記者会見で、発電停止による影響額が、約100億円に上ると明らかにした。
そして2010年（平成22年）7月に入ると、日本列島は記録的な暑さを記録し、JR東日本管内においても各地で記録更新的な気温となった。このため発電再開が行われていない場合は、運行に影響が出ていた可能性がある。
なお、発電再開後の信濃川発電所の宮中取水ダム放流量は、JR東日本のウェブサイトにて確認することができる。

## 再申請で同意を必要とする団体
- 自治体（十日町市・小千谷市・川口町）
- 漁業協同組合（中魚沼・魚沼）
- 土地改良区（十日町・池ケ原・川口町・小千谷・川井）
- 土地改良組合（岩沢・津山・野辺川・木津）
- 揚水組合（桜木・芋坂）
  - 小千谷市土地改良用水信濃川取水連絡協議会

## 行政処分に関わる信濃川発電所の一連の事象
出典
- 許可された最大取水量を超えた取水
  - 10年間（平成10年1月～平成19年12月）の超過量約1.8億m3。
- 最低維持流量の不足
  - 10年間（平成10年1月～平成19年12月）の総不足維持流量約38万m3。
- 角落としの無許可使用
- 冷却水・雑用水の無許可使用
- 工作物等の無許可設置（250件）
- 宮中取水ゲートの不具合
  - 試験放流量の不足量
    - 7号ゲート3万m3～13万m3、10号ゲート981万m3～1,693万m3;
- 平成19年自主点検指示に対する報告

## 経過

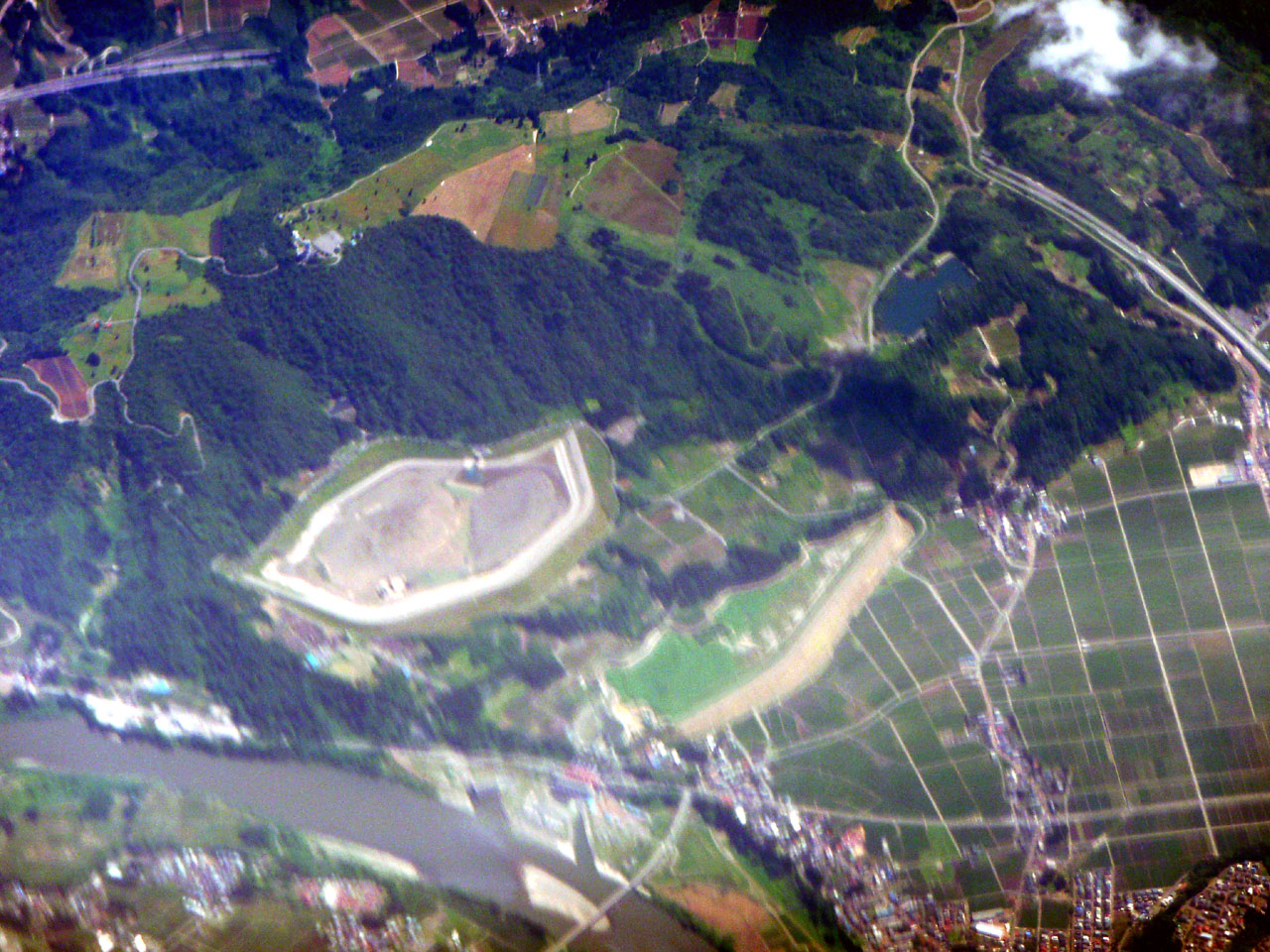
取水停止により水が抜かれた調整池

- 2008年（平成20年）- 9月5日、宮中取水ダム（十日町市）での不正プログラムによる超過取水が発覚。
- 2009年（平成21年）
  - 3月10日、国土交通省が水利権取り消し、宮中取水ダム取水停止。
  - 3月23日、信濃川中流域水環境改善検討協議会が、維持流量を毎秒40トン以上と提言。
  - 4月7日、十日町市内10団体でつくる「JR東日本発電取水総合対策市民協議会」が初会合。
  - 9月8日、JR東日本の魚道構造改善検討委員会が初会合。
  - 11月25日、JR東日本社長清野智が、十日町市を訪れ、市民に直接謝罪。十日町市に「おわび」として、基金30億円の拠出を表明するも、十日町市長は拒否。
  - 11月26日、JR東日本社長清野智が小千谷市に基金20億円、川口町に寄付7億円を表明するも、小千谷市長と川口町長は拒否。
- 2010年（平成22年）
  - 1月13日、信濃川のあり方検討委員会が初会合。JR東日本が維時流量毎秒40トン、夏秋期60トンを提案。
  - 1月20日、信濃川のあり方検討委員会専門部会で、JR東日本が最大取水量毎秒317トンを提示。
  - 1月22日、十日町市内4会場で開く市民懇談会が始まる。
  - 2月5日、信濃川のあり方検討委員会の2回目会合で、JR東日本が維持流量毎秒70トン、80トンの変動型の試験放流を提案。
  - 2月26日、信濃川のあり方検討委員会の3回目会合で、維持流量は変動型の試験放流毎秒40～120トン、最大取水量317トンで合意。
  - 3月1日、JR東日本発電取水総合対策市民協議会で、会長の関口芳史市長は、水利権再申請の延長を決定。
  - 3月9日、JR東日本が、国土交通省に水利権再申請期限の1ヶ月延長願を提出。
  - 3月16日、十日町市議会信濃川・清津川対策特別委員会は、JR東日本に対する地域振興策5項目に同意。
    - JR東日本の水利権再申請への同意を市議会議決事項とするため、条例制定案を上程。
    - JR東日本の水利権再申請の期限が4月9日となったため、3月定例会の会期を4月9日まで延長して、試験放流案と地域振興策が盛り込まれた十日町市とJR東日本との協定書（覚書）などを審議。

  - 3月18日、流量に関する市民説明会を開催。
  - 3月19日、十日町市が地域振興策を、JR東日本に要望。
  - 3月23日、振興策への回答を受けて、十日町市が再申請への同意を固める。小千谷市も同意の方針。川口町は同意を決定。
  - 3月29日、十日町市議会が同意議案を可決。
  - 3月30日、十日町・小千谷同市や関係団体が正式同意。JR東日本との覚書などに調印。
  - 3月31日、新潟県が再申請に同意。
  - 4月2日、JR東日本が、国土交通省信濃川河川事務所に水利権を再申請。
  - 6月9日、国土交通省信濃川河川事務所が、JR東日本に対して水利権の許可を出す。
  - 11月4日、小千谷市が地域振興策を提出。

## 十日町市が求める地域共生策
十日町市は2010年3月19日、JR東日本に対し「信濃川の河川環境との調和」と「JR東日本が十日町市と共生するための振興策」を求めた要望書を提出した。主な要望は下記のとおりである。
飯山線・ほくほく線の活性化
- 十日町駅 - 長岡駅間の直通列車の増発および新潟駅との直通列車の新設
要望書提出前の同年3月13日に行われたダイヤ改正では、飯山線から上越線経由で長岡駅へ直通する列車が1往復増発された。
- 十日町駅を市の玄関口としてふさわしい整備
現在の十日町駅舎は、JRとほくほく線とで駅舎が独立しており、乗り換えの利便性や駅舎東西の回遊性が低いことなどから、十日町市はかねてから元来の出入口である東口駅舎（JR側）の改築を求めている。
- 十日町駅 - 森宮野原駅間の交換設備増設
現在の飯山線はJR移行後の合理化の一環で、多くの駅で交換設備が撤去されており、新潟県内区間で交換設備が設けられているのは十日町駅と森宮野原駅の2駅のみである。そのため十日町駅で運行系統が分断され、飯山線相互間やほくほく線との乗り換えが非効率なダイヤ編成となっている状況が長らく続いている。
- ハイブリッド式新型リゾートトレインや蒸気機関車の運行
- ほくほく線を北陸新幹線開業後も、引き続き信越本線および上越線へ乗り入れる現行の運行形態の継続
なお、飯山線の新潟県内の区間（足滝駅 - 越後川口駅間）は、2010年4月1日から管轄が長野支社から新潟支社へ移管された。津南町・十日町市・小千谷市などの沿線自治体は、これまでJR東日本に対し当該区間の新潟支社移管を求めてきた経緯があるが、JR側では今回の移管や前述の長岡方面直通列車の増発に関し、不正取水問題との直接的な関係は無いと表明している。

電源立地地域対策交付金対象地域への法改正等に対する支援
- 法改正への支援及び法改正までの暫定措置

地域振興策への支援
- 交流人口増加への取り組み・支援
- JR関連企業の進出など地域経済への貢献
- 地元農産物の販売イベントなど地域PR活動支援

地域・各種団体要望に関して
- 改善を求める要望に誠意を持って問題解決へ努力。

その他
- 信濃川の水源確保と流雪溝網の拡大への支援
- 信濃川の水が首都圏の鉄道動力源になっていることの利用者への周知
- 地域に開かれ親しまれる発電所にする努力

### 地域共生策（十日町市）に対するJR東日本側の回答
十日町市の要望書に対してJR東日本は3月23日に回答書を提出し、翌3月24日に開かれた市議会信濃川・清津川対策特別委員会と会議後の記者会見でその内容を説明した。主な内容は下記の通りである。
飯山線・ほくほく線の活性化
- 飯山線沿線の地域活性化
2014年の北陸新幹線開業で飯山駅が飯山線への接続駅となることから「観光路線」としての振興を図るため、今後は沿線地域と共同で路線の利用促進と沿線の活性化に尽力する。その一環として、市側が提案する縄文時代の遺跡（笹山遺跡、魚沼中条駅近く）を活かした振興策や、十日町周辺で開催されるアートイベント「大地の芸術祭」との連携などを検討する他、各駅周辺で芸術作品の制作・展示を行うなど「文化・芸術に親しめる路線」として誘客を図る。
- 十日町駅の改修・改築
現在JRとほくほく線とで駅舎が独立している十日町駅は、自由通路の新設や駅周辺の都市施設整備など、今後改修・改築に向けて市側とマスタープラン作成に向けた検討を進める。
- 飯山線における観光列車の運行
今後ハイブリッドリゾート列車の運行に向けた検討を開始する。なお蒸気機関車牽引の列車は現在、沿線には整備用の設備が整っていないため、調査・検討を行う。なお、飯山線では2015年4月4日より、長野〜十日町間（長野〜豊野間はしなの鉄道北しなの線を経由）で臨時快速のおいこっとが運転を開始した。
- 魚沼中条駅の改称の検討
前述の振興策の一環として、魚沼中条駅を「縄文中条」「笹山遺跡中条」など遺跡に因む駅名への改称提案があったことから、今後検討を行う。
- その他
前述の通り3月のダイヤ改正で、十日町 - 越後川口 - 長岡間の上越線直通列車を1往復増発した。また飯山線の県内区間は交換設備が設けられている駅が少ないことなどから、十日町駅で運行系統が分断されている状況が長らく続いている。こうしたダイヤの改善や交換設備の増設などは引き続き検討する。
また現在、直江津 - 犀潟間および六日町 - 越後湯沢間へ乗り入れている、ほくほく線の普通列車の運行体制を北陸新幹線開通後も継続できるよう、JR東日本と北越急行が協議することも表明された。

電源立地地域交付金対象地域への法改正等に対する支援
- 極めて困難（地域振興策の支援などで貢献したい）

地域振興策への支援
- 雪まつりや大地の芸術祭 越後妻有アートトリエンナーレなどイベントの協賛や宣伝、旅行商品の展開。
- 関連会社の食材工場の進出で、数十人規模を雇用。
- 信州デスティネーションキャンペーンで十日町地区の宣伝を強化。
- 十日町地区の食材のPRや、駅ビルでの販売。

地域・各種団体要望に関して
- 誠意を持って協議し、問題解決に努力する。

その他
- 流雪溝の拡大は新たな水利権取得が必要なため困難。
- 十日町市民スキー場跡地で「森づくり」
- 信濃川が鉄道動力源になっていることをポスターやテレビ、新聞等の広告でPR。
- 宮中取水ダム周辺の魚道や公園の整備。
- 千手発電所の一部を桜公園として整備。

## 小千谷市が求める地域共生策

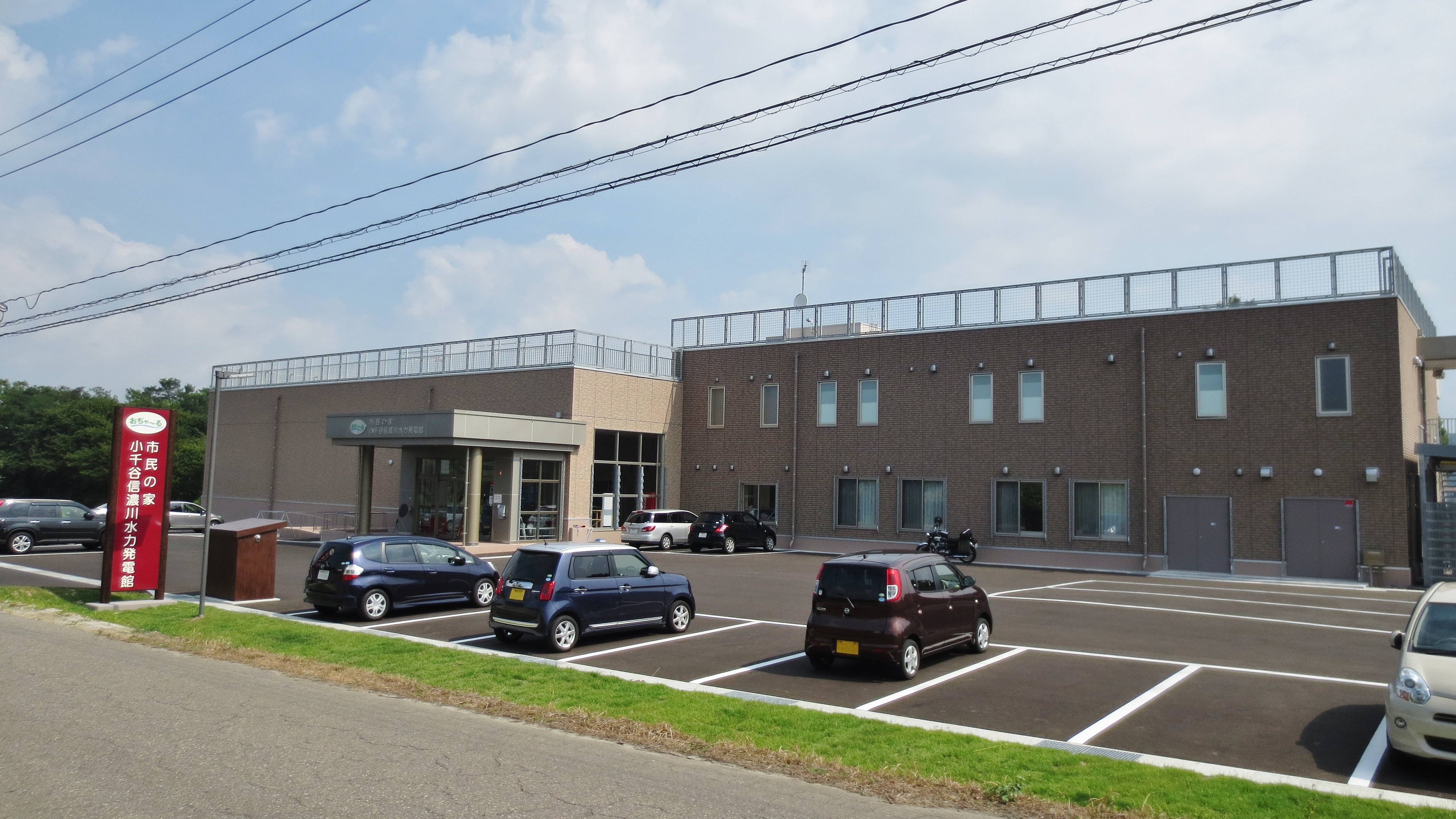
2016年7月21日に開館した市民の家・小千谷信濃川水力発電館。愛称は「小千谷」と「JR」を掛け合わせた「おぢゃ〜る」。

小千谷市は2010年11月4日、JR東日本に対し「東日本旅客鉄道株式会社信濃川発電所との共生策に関する提案書」を提出した。主な内容は下記のとおりである。
鉄道施設の利便性の向上について
- 上越線・飯山線の利用促進
- 山寺踏切の改良整備

産業・経済の振興について
- JR関連企業の立地及び商品開発の支援
- 市内事業所の活用
- 小千谷市の特産品等の販売促進

観光の振興について
- 小千谷水力発電記念館（仮称）の整備
- 山本山の周辺環境整備
- 情報発信と観光誘客
- 各種イベント等への協力
- 観光物産展への市内事業者の参画支援

防災と環境保全について
- 防災協定の締結
- 森づくり事業

教育・文化の振興について
- 小千谷水力発電記念館（仮称）の整備
- 文化講演会等の開催
- 地域の伝統文化、文化財等の保存活動への協力
- ふるさと学習と芸術活動の推進

共生の推進について
- 対話・理解活動の推進
- 電源三法が適用される発電施設の対象拡大に向けた支援